# Biblioteca de la Phillips Exeter Academy
La Biblioteca de la Phillips Exeter Academy en Exeter, Nou Hampshire, Estats Units, és un edifici realitzat per Louis Kahn per la Phillips Exeter Academy, construida entre 1965 i 1972. Es tracta d'un dels edificis més importants i visualment austers de Louis Kahn per a una universitat nord-americana.

## Història
L'any 1965, Louis Kahn va rebre l'encàrrec de realitzar una Biblioteca per la Phillips Exeter Academy que havia d'allotjar 250.000 volums i llocs de treball per 400 estudiants. L'edifici havia d'emplaçar-se en una zona on predominaven construccions neo-georgianes i en la qual el rector de la universitat volia un projecte modern que contrarestés en caràcter històric dels altres edificis del campus, contribuint així al paisatge arquitectònic del mateix.

## Arquitectura
L'edifici té la forma de cub de maó flanquejat per torres triangulars en les cantonades que li donen una major independència als plànols de façana. Totes les seves cares laterals mesuren 33 metres d'ample i 24 metres d'alt.
Kahn va estructurar la biblioteca en 3 anells concèntrics. L'anell exterior està construït amb un mur de càrrega de maó, inclou les parets exteriors i els espais de lectura. L'anell intermedi, que està construït amb formigó armat, sosté els grans blocs de llibres. L'anell interior és un espai obert amb enormes obertures circulars que mostren les plantes amb les prestatgeries.
Hi ha un gran ús de la llum, en la part superior de l'espai central hi ha dues grans bigues en forma de X que banya l'interior de l'edifici amb una llum indirecta que evoca la transició de la foscor a la llum que proposa el seu accés.